# Џихад
Џихад (арап. جهاد) означава свети рат код муслимана. Реч џихад значи напор који је усмерен против злих намјера и страсти. Реч долази из корјена иџтихад, који је један од принципа права.
| „         | Најбољи је џихад да се човјек бори против својих прохтјева и својих страсти. | ” |
| — Мухамед |                                                                              |   |

Џихад, као свети рат, према савременом ставу са запада, протумачили су сунитски верски правници за време Омејада и Абасида са ширењем Ислама у Азију и по Магребу. Циљ светог рата није само експанзија ислама, већ и успостављање Божијег закона, реда и мира у свету, те његова одбрана (пример је одбрана од крсташа). У тој борби смеју учествовати само одрасли мушкарци а они који дају живот у њој постају мученици (шехиди) и иду у рај. Џихад је, поред намаза, најбоље дело, јер се човек бори да Божија реч буде горња, а реч неверника доња и није један од пет канонских стубова Ислама осим код неправоверних Карџита, којима је Џихад шести стуб ислама.
Пред почетак џихада, невернике је потребно, у складу са Суном, позвати ка преображењу, а то не важи за људство књиге (Хришћани и Јевреји) којима је дозвољено да задрже своју веру и у миру и слободи је практиковати. У крајевима као што су Африка и Индија џихад је био изговор за покоље, према тврдњама неких западних историчара.
Данас џихад искоришћавају разне верске секте и удружења. За шиите џихад није могућ док се не врати дванаести имам.